# 尤普沙拉河
43°24′34″N 40°27′44″E / 43.40944°N 40.46222°E

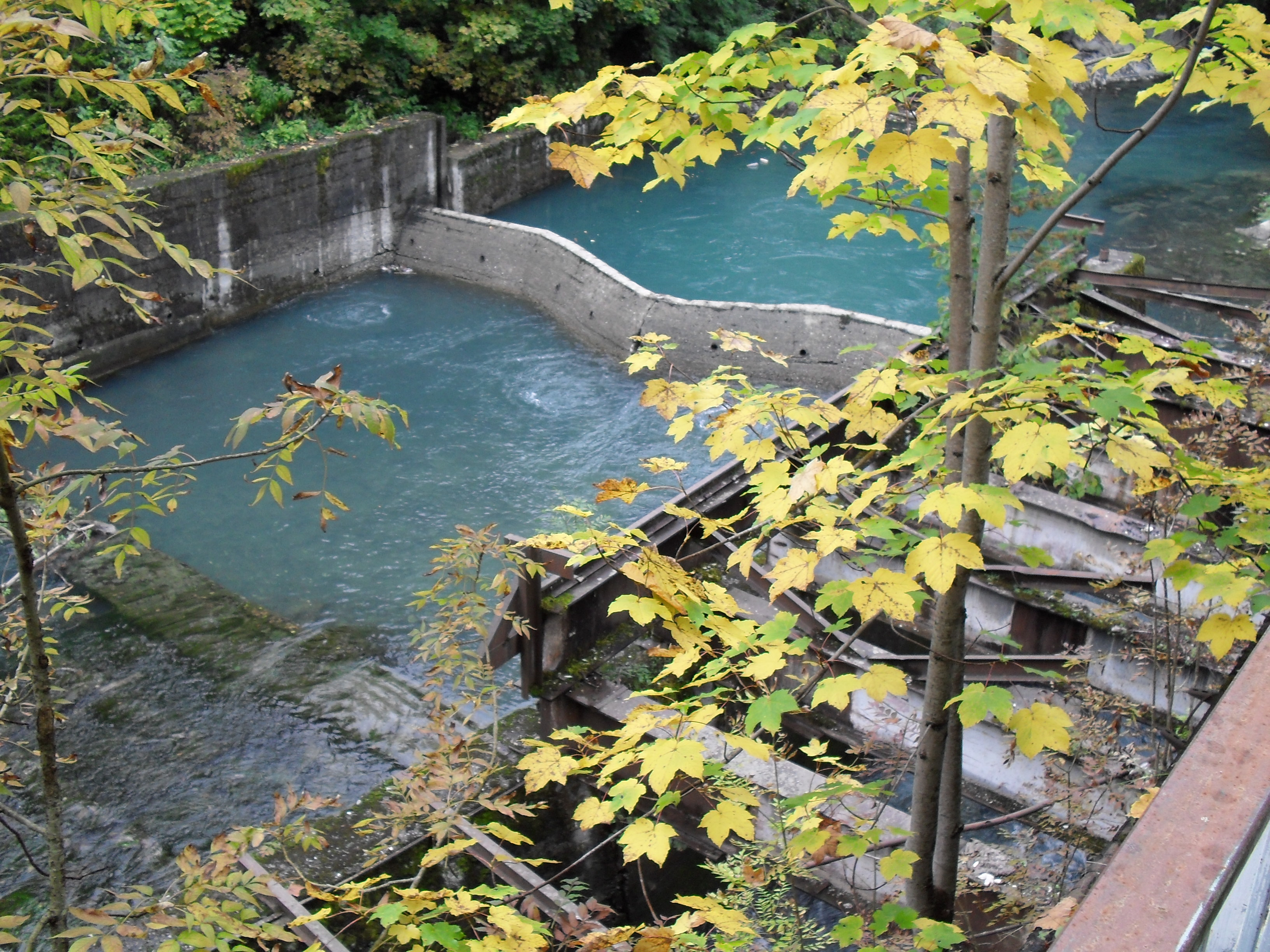

尤普沙拉河是格魯吉亞的河流，位於該國西部阿布哈茲，屬於布兹皮河的支流，河道全長12.6公里，流域面積170平方公里，發源自里察湖。